# Edith Hamilton
Edith Hamilton (Dresda, 12 agosto 1867 – Washington, 31 maggio 1963) è stata una scrittrice statunitense, nota per i suoi illustri studi sul mondo classico.

## Primi anni e formazione
Edith Hamilton nacque nel 1867 a Dresda, in Germania. Poco dopo la sua nascita, la sua famiglia tornò negli Stati Uniti e si stabilì a Fort Wayne, in Indiana, dove il nonno di Edith, Allen Hamilton, si stabilì nei primi anni del 1820.
Era la maggiore di cinque figli, tutti distintisi nelle loro professioni: Alice fu un medico, Margaret un'educatrice, Norah un'artista e Arthur docente dell'Università dell'Illinois - Urbana-Champaign.
Edith, che imparò a leggere in tenera età, divenne un'eccellente narratrice. Grazie a suo padre imparò il latino e il greco, e sua madre le insegnò il francese e il tedesco.
Nel 1884 si iscrisse all Miss Porter's School di Farmington, nel Connecticut, come da tradizione di famiglia.
Nel 1981 si iscrisse al Bryn Mawr College vicino a Filadelfia, in Pennsylvania, dove si laureò in greco e latino e conseguì una laurea in arte nel 1894. Grazie ad una borsa di studio, proseguì gli studi in Germania con sua sorella Alice, divenendo la prima donna a iscriversi all'Università di Monaco.

## Carriera

### Educatrice
Nel 1896 divenne amministratrice delegata della Bryn Mawr School, l'unica scuola privata del paese che preparava i suoi studenti per i corsi universitari.
Nel 1906 i suoi successi come educatrice e amministratrice furono riconosciuti quando fu nominata la prima direttrice della storia della scuola. La sua insistenza nell'offrire standard stimolanti agli studenti e diverse opzioni sulle politiche scolastiche la portò a scontrarsi con Dean Thomas. Si ritirò nel 1922 all'età di cinquantaquattro anni, dopo ventisei anni di servizio.

### Classicista e autrice
Dopo essersi trasferita a New York nel 1924 intraprese la carriera di autrice di saggi e libri sulle antiche civiltà greche e romane.
Su suggerimento di Rosamund Gilder, direttrice del Theater Arts Monthly, iniziò a scrivere saggi sul dramma e le commedie greche, divenendo la più famosa classicista americana della sua epoca.
Attingendo da scritti greci, romani, ebraici e paleocristiani, descrisse gli antichi concentrandosi su ciò che scrivevano sulla propria vita. Usando le qualità e gli stili degli scrittori antichi, emulava la loro immediatezza, cercava la perfezione e non includeva note a piè di pagina.
The Greek Way
Il suo primo libro The Greek Way fu pubblicato nel 1930 ed è considerato da alcuni come il suo capolavoro. L'opera confronta l'antica Grecia con la vita moderna con saggi su alcune delle grandi figure della storia e della letteratura ateniese. Lodato dalla critica per la sua "vivida e aggraziata prosa", il libro consolidò la sua reputazione di studiosa.
Secondo Hamilton, la civiltà greca al suo apice rappresentava una "fioritura della mente" ineguagliata. The Greek Way dimostra che i greci riconoscevano e apprezzavano l'amore, i giochi atletici, l'amore per la conoscenza, le belle arti e la conversazione intelligente.
Scrittori più recenti hanno usato le osservazioni di Hamilton per contrastare le civiltà e le culture dell'est con quelle dell'ovest. Nel confrontare l'antico Egitto con la Grecia, ad esempio, la scrittura di Hamilton descrive la geografia, il clima, l'agricoltura e il governo come unici. Lo storico James Golden cita da The Greek Way che "la società egiziana era preoccupata per la morte". I suoi faraoni eressero monumenti giganti per impressionare le generazioni future e i suoi sacerdoti consigliarono agli schiavi di "guardare avanti nell'aldilà". Golden si servì della ricerca di Hamilton per contrastare queste differenze con i greci, in particolare gli ateniesi. Hamilton sosteneva che la "perfezione individuale di mente e corpo" dominava il pensiero greco e, di conseguenza, i greci "eccellevano in filosofia e sport" e che la vita "in tutto il suo esuberante potenziale" era il segno distintivo della civiltà greca.
The Roman Way
In The Roman Way Hamilton descrisse la vita secondo gli antichi poeti romani come Plauto, Virgilio e Giovenale, interpretò il pensiero e le maniere romane e li paragonò alla vita delle persone nel XX secolo. Inoltre ipotizzò come le idee romane si applicassero al mondo moderno.
The Prophets of Israel
The Prophets of Israel interpretava le credenze dei "messaggeri di Dio" nell'Antico Testamento. Senza alcuna conoscenza della lingua ebraica, fece affidamento sulle versioni della Bibbia in lingua inglese per confrontare allo stesso modo i risultati e le vite personali dei profeti con quelli dei lettori del XX secolo. Conclude scrivendo che i profeti erano pratici e sebbene le loro opinioni politiche riflettessero il loro tempo, i loro ideali risultavano essere moderni.
La storica Bruce Catton notò che i profeti, la cui "religione era una faccenda del mondo contemporaneo", e i loro messaggi che Hamilton descrisse nel suo "libro eccellente" sono ancora oggi rilevanti. Una successiva edizione del libro, Spokesmen for God: The Great Teachers of the Old Testament, fornì un commento aggiuntivo sui primi cinque libri dell'Antico Testamento.
Mythology
Il critico John Mason Brown ha elogiato The Greek Way di Hamilton, collocandolo ai vertici tra i moderni scritti sull'antica Grecia, e definendo Mythology incomparabilmente superiore all'opera di Thomas Bulfinch sull'argomento. L'opera di Hamilton racconta le storie della mitologia classica e delle antiche favole, usando un approccio alla mitologia attraverso la letteratura dei classici.
Opere successive
In Witness to the Truth: Christ and His Interpreters offrì nuove prospettive sul Nuovo Testamento, e nel un sequel di The Greek Way, intitolato The Echo of Greece, discute le idee politiche di insegnanti e condottieri come Socrate, Platone, Aristotele, Demostene e Alessandro Magno.
Hamilton continuò a viaggiare e a scrivere articoli, recensioni e traduzioni di opere greche, tra cui The Trojan Women, Prometheus Bound e Agamemnon.

## Ultimi anni
Dopo essersi trasferita a Washington, Hamilton divenne commentatrice di progetti educativi e iniziò a ricevere riconoscimenti per il suo lavoro. Inoltre registrò programmi televisivi e Voice of America, viaggiò in Europa e ha continuato a scrivere libri, articoli, saggi e recensioni.
Hamilton considerò l'apice della sua vita il suo viaggio in Grecia all'età di 90 anni nel 1957, dove, ad Atene, vide la sua traduzione del Prometeo di Eschilo recitato nell'antico teatro Odeon di Erode Attico. Come parte delle cerimonie della serata, il re Paolo di Grecia le assegnò la Croce d'oro dell'Ordine di Beneficenza, uno delle più alte onorificenze della Grecia. Il sindaco di Atene l'ha resa cittadina onoraria della città.

## Influenze moderne
Molti dei resoconti di The Greek Way sorpresero i lettori moderni. Un revisore in Australia spiegò l'opinione di Hamilton secondo cui "lo spirito della nostra epoca è una scoperta greca e i greci furono davvero i primi occidentali e i primi intellettuali". Lo stesso recensore inoltre accreditò il libro notando che i concetti moderni di gioco e sport erano in realtà attività comuni ai Greci.
Tra quelli le cui vite furono influenzate dagli scritti di Hamilton c'era il senatore statunitense Robert F. Kennedy. Nei mesi successivi all'assassinio di suo fratello, il presidente John F. Kennedy, Robert fu consumato dal dolore. L'ex First Lady Jacqueline Kennedy gli diede una copia di The Greek Way, che riteneva lo avesse aiutato. Il commentatore politico David Brooks riferì che i saggi di Hamilton lo avevano aiutato a capire meglio e poi a riprendersi dalla tragica morte di suo fratello.
Secondo i recensori, The Prophets of Israel aveva somiglianze con i suoi libri precedenti su Greci e Romani, rendendo i messaggi dei profeti rilevanti per i lettori contemporanei. Lo realizza, secondo uno scrittore, dimostrando che "dietro ogni grande pensiero c'è una mente individuale, infuocata dalla passione e posseduta da un occhio che vede profondamente nell'umanità". Le opinioni dei profeti, aggiunge, sono molto simili a quelle dei tempi moderni: "I profeti erano i precursori di tre movimenti statunitensi, quali l'umanesimo, il pragmatismo e la filosofia del buon senso".

## Morte ed eredità
Hamilton morì a Washington nel 1963, all'età di quasi 96 anni. Quattro anni dopo la sua morte la sua compagna Doris Fielding Reid pubblicò Edith Hamilton: An Intimate Portrait.
Hamilton fu a lungo riconosciuta come un grande classicista della sua epoca. I suoi libri più venduti sono stati particolarmente degni di nota per la loro accessibilità ad un vasto pubblico e per "rappresentare i Greci in particolare come una fonte prestigiosa di ispirazione culturale per la società americana durante il decennio precedente e i due decenni dopo la seconda guerra mondiale".
Sebbene la reputazione di Hamilton come autrice sia strettamente legata ai suoi scritti sulla Grecia, gran parte della sua vita professionale si concentrò sul latino. Tuttavia, ad eccezione di The Roman Way, le opere scritte di Hamilton si concentrarono principalmente sull'Atene del IV e V secolo a.C.

## Premi e riconoscimenti
Nel 1950 Hamilton ricevette una laurea ad honorem in Lettere dall'Università di Rochester e dall'Università della Pennsylvania. Inoltre conseguì una laurea ad honorem alla Yale University nel 1960. Fu eletta all'American Institute of Arts and Letters nel 1955 e all'American Academy of Arts and Letters nel 1957.
Ricevette il National Achievement Award nel 1951 come illustre studiosa e autrice classica.
Nel 1958 la Women's National Book Association la premiò per il suo contributo alla cultura americana attraverso i libri.

## Opere selezionate
- The Greek Way (1930)[2]
- The Roman Way (1932)
- The Prophets of Israel (1936)
- Three Greek Plays (1937)
- Mythology: Timeless Tales of Gods and Heroes (1942)
- The Great Age of Greek Literature (1942)
- Witness to the Truth: Christ and His Interpreters (1948)
- Spokesmen for God (1949)
- The Echo of Greece (1957)
- The Collected Dialogues of Plato, Including the Letters (1961), edited by Edith Hamilton and Huntington Cairns[26]
- The Ever Present Past (1964), collected essays and reviews